# Austrian Beach Volleyball Tour 2019
Die Austrian Beach Volleyball Tour 2019 ist die österreichische Turnierserie im Beachvolleyball. Am Ende fand die österreichische Meisterschaft in Seewalchen statt.

## Übersicht der Turniere
| Datum          | Stadt        | Kategorie | Sieger Männer                        | Sieger Frauen                         |
| -------------- | ------------ | --------- | ------------------------------------ | ------------------------------------- |
| 11.–12. Mai    | Graz         | Pro 80    | Maximilian Trummer / Felix Friedl    | Tajda Lovšin / Nina Lovšin            |
| 1.–2. Juni     | Wallsee      | Pro 120   | Tobias Winter / Julian Hörl          |                                       |
| 15.–16. Juni   | Innsbruck    | Pro 120   | Alexander Huber / Christoph Dressler | Tjaša Kotnik / Tjaša Jančar           |
| 21.–22. Juni   | Graz         | Pro 120   | Alexander Huber / Christoph Dressler | Tjaša Kotnik / Tjaša Jančar           |
| 22.–23. Juni   | Wulzeshofen  | Pro 80    | Thomas Kunert / Daniel Müllner       | Sabrina Hebenstreit / Sabine Swoboda  |
| 29.–30. Juni   | Fürstenfeld  | Pro 120   | Mathias Seiser / Florian Kindl       |                                       |
| 29. Juni       | Wolfsberg    | Pro 80    |                                      | Katharina Holzer / Ronja Klinger      |
| 6.–7. Juli     | Rabenstein   | Pro 120   | Johannes Kratz / Mathias Seiser      |                                       |
| 13.–14. Juli   | Kufstein     | Pro 80    | Florian Tatra / Robert Moser         | Antonia Burger / Julia Radl           |
| 13.–14. Juli   | Stockerau    | Pro 80    | Thomas Kunert / Daniel Müllner       |                                       |
| 20.–21. Juli   | Wien         | Pro 80    | Thomas Kunert / Daniel Müllner       | Jana Šimanicová / Lenka Vandáková     |
| 26.–28. Juli   | Ebensee      | Pro 160   | Jakob Reiter / Georgios Kotsilianos  | Eva Freiberger / Valerie Teufl        |
| 27.–28. Juli   | Tulln        | Pro 80    | Fabian Kriener / Lauris Ochaya       | Jasmin Haslinger / Elma Bajraktarević |
| 2.–3. August   | Feldkirchen  | Pro 100   | Michael Pekar / Dominik Blaha        |                                       |
| 9.–11. August  | Wolfurt      | Pro 160   | Jakob Reiter / Simon Baldauf         | Karolina Rehácková / Sáry Olivové     |
| 10.–11. August | Greifenstein | Pro 80    | Lukas Rohm / Sebastian Mantler       |                                       |
| 17.–18. August | St. Johann   | Pro 120   | Moritz Kindl / Felix Friedl          | Eva Freiberger / Valerie Teufl        |

## Turniere
Nachfolgend werden jeweils die Top 8 der einzelnen Turniere aufgeführt. Die kompletten Ergebnisse gibt es auf der Website des ÖVV (siehe Weblinks).

### Graz Pro 80
| Platz | Männer                              | Frauen                               |
| ----- | ----------------------------------- | ------------------------------------ |
| 1     | Maximilian Trummer / Felix Friedl   | Tajda Lovšin / Nina Lovšin           |
| 2     | Simon Frühbauer / Michael Murauer   | Eva Freiberger / Valerie Teufl       |
| 3     | Moritz Kindl / Mathias Seiser       | Tereza Kotlasová / Daniela Resová    |
| 4     | Florian Schnetzer / Peter Eglseer   | Susanne Kreuriegler / Birgit Schöttl |
| 5     | Florian Ertl / Johannes Kratz       | Corina Breuss / Anna Mayr            |
| 5     | Lorenz Petutschnig / Fabian Kandolf | Julia Radl / Viktoria Mair           |
| 7     | Simon Baldauf / Jakob Reiter        | Barbora Cidlíková / Jenny Rödl       |
| 7     | Stefan Riegler / Christian Rainer   | Julia Frühbauer / Saskia Bisanz      |

### Wallsee Pro 120
| Platz | Männer                             |
| ----- | ---------------------------------- |
| 1     | Tobias Winter / Julian Hörl        |
| 2     | Jan Pokeršnik / Nejc Zemljak       |
| 3     | Peter Egelseer / Florian Schnetzer |
| 4     | Michael Murauer / Moritz Kindl     |
| 5     | Simon Baldauf / Maximilian Trummer |
| 5     | Simon Frühbauer / Felix Friedl     |
| 7     | Georg Köstler / Ralph Klaffinger   |
| 7     | Patrik Pokopec / Luboš Němec       |

### Innsbruck Pro 120
| Platz | Männer                               | Frauen                                 |
| ----- | ------------------------------------ | -------------------------------------- |
| 1     | Alexander Huber / Christoph Dressler | Tjaša Kotnik / Tjaša Jančar            |
| 2     | Robert Kufa / Leo Williams           | Valerie Teufl / Eva Freiberger         |
| 3     | Simon Frühbauer / Michael Murauer    | Stephanie Wiesmeyr / Silvia Poszmiková |
| 4     | Vid Jakopin / Tadej Boženk           | Eva Pfeffer / Franziska Friedl         |
| 5     | Jakob Reiter / Simon Baldauf         | Pauline Alves da Silva / Nina Lovšin   |
| 5     | Mathias Seiser / Moritz Kindl        | Birgit Schöttl / Astrid Bauer          |
| 7     | Florian Schnetzer / Benedikt Doranth | Katharina Almer / Viktoria Mair        |
| 7     | Florian Tatra / Michael Pekar        | Michaela Hollaus / Sophia Feichter     |

### Graz Pro 120
| Platz | Männer                               | Frauen                                     |
| ----- | ------------------------------------ | ------------------------------------------ |
| 1     | Alexander Huber / Christoph Dressler | Tjaša Kotnik / Tjaša Jančar                |
| 2     | Danijel Pokeršnik / Filip Silic      | Eva Freiberger / Valerie Teufl             |
| 3     | Maximilian Trummer / Felix Friedl    | Anja Dörfler / Stephanie Wiesmeyr          |
| 4     | Tobias Winter / Julian Hörl          | Dorina Klinger / Nadine Strauss            |
| 5     | Simon Frühbauer / Michael Murauer    | Katharina Almer / Julia Radl               |
| 5     | Jakob Reiter / Simon Baldauf         | Eva Dumphart / Birgit Beinsen              |
| 7     | Mathias Seiser / Moritz Kindl        | Martina Bonnerová / Pauline Alves da Silva |
| 7     | Leo Williams / Robert Kufa           | Birgit Schöttl / Susanne Kreuzriegler      |

### Wulzeshofen Pro 80
| Platz | Männer                              | Frauen                                     |
| ----- | ----------------------------------- | ------------------------------------------ |
| 1     | Thomas Kunert / Daniel Müllner      | Sabrina Hebenstreit / Sabine Swoboda       |
| 2     | Georg Köstler / Dominik Kefer       | Chiara Kleinsasser / Valentina Werbik      |
| 3     | Jakob Grasserbauer / Lauris Ochaya  | Jenny Rödl / Karin Elsner                  |
| 4     | Sascha Kosatschow / Johannes Pekar  | Viktoria Mair / Lena Kaschnig              |
| 5     | Stefan Kamenica / Sebastian Mantler | Sophie Haselsteiner / Astrid Bauer         |
| 5     | Liam Ochaya / Laurenc Grössig       | Penelope Saip / Cornelia Siller            |
| 7     | Manuel Schiller / Alex Raskin       | Jasmin Haslinger / Elma Bajraktarević      |
| 7     | Oliver Temper / Peter Dietl         | Bianca Schwarz / Lisa-Christina Schmerlaib |

### Fürstenfeld Pro 120
| Platz | Männer                            |
| ----- | --------------------------------- |
| 1     | Mathias Seiser / Florian Kindl    |
| 2     | Jakob Reiter / Simon Baldauf      |
| 3     | Michael Murauer / Simon Frühbauer |
| 4     | Maximilian Trummer / Felix Friedl |
| 5     | Johannes Kratz / Florian Ertl     |
| 5     | Leo Williams / Robert Kufa        |
| 7     | Vid Jakopin / Tadej Boženk        |
| 7     | Michael Pekar / Dominik Blaha     |

### Wolfsberg Pro 80
| Platz | Frauen                                     |
| ----- | ------------------------------------------ |
| 1     | Katharina Holzer / Ronja Klinger           |
| 2     | Nika Bevc / Tajda Lovšin                   |
| 3     | Katharina Almer / Julia Radl               |
| 4     | Annette Pferschinger / Sabrina Hebenstreit |
| 5     | Valentina Werbik / Viktoria Mair           |
| 5     | Melanie Wiedenhofer / Lisa Hager           |
| 7     | Astrid Bauer / Sophie Haselsteiner         |
| 7     | Birgit Schöttl / Susanne Kreuzriegler      |

### Rabenstein Pro 120
| Platz | Männer                                  |
| ----- | --------------------------------------- |
| 1     | Johannes Kratz / Mathias Seiser         |
| 2     | Paul Pascariuc / Arwin Kopschar         |
| 3     | Maximilian Trummer / Lorenz Petutschnig |
| 4     | Moritz Kindl / Laurenz Leitner          |
| 5     | Thomas Kunert / Daniel Müllner          |
| 5     | Jakob Reiter / Simon Baldauf            |
| 7     | Georg Köstler / Ralph Klaffinger        |
| 7     | Michael Pekar / Dominik Blaha           |

### Kufstein Pro 80
| Platz | Männer                                     | Frauen                              |
| ----- | ------------------------------------------ | ----------------------------------- |
| 1     | Florian Tatra / Robert Moser               | Antonia Burger / Julia Radl         |
| 2     | Fabian Kandolf / Jakob Grasserbauer        | Birgit Beinsen / Eva Dumphart       |
| 3     | Lukas Pongratz / Laurenc Grössig           | Jenny Rödl / Maria Obernosterer     |
| 4     | Sebastian Hirschinger / Maximilian Schober | Michaela Hollaus / Sophia Feichter  |
| 5     | Daniel Gattinger / Wolfgang Vögele         | Emilia Lamprecht / Kato de Meersman |
| 5     | Eric Schiffer / Joachim Hackl              | Anna Oberhauser / Victoria Deisl    |
| 7     | Adrian Nachtwey / Theo Reiter              | Kathrin Marcher / Lena Kaschnig     |
| 7     | Johannes Pekar / Dominik Kefer             | Penelope Saip / Cornelia Siller     |

### Stockerau Pro 80
| Platz | Männer                                |
| ----- | ------------------------------------- |
| 1     | Thomas Kunert / Daniel Müllner        |
| 2     | Georg Köstler / Ralph Klaffinger      |
| 3     | Jakub Vala / Martin Neprášek          |
| 4     | Peter Dietl / Lukas Rohm              |
| 5     | Florian Böhm / Stefan Dienst          |
| 5     | Stefan Eckelbacher / Matthias Köstler |
| 7     | Julian Hiedl / Liam Ochaya            |
| 7     | Luca Vetchy / Dominik Koudela         |

### Wien Pro 80
| Platz | Männer                             | Frauen                                |
| ----- | ---------------------------------- | ------------------------------------- |
| 1     | Thomas Kunert / Daniel Müllner     | Jana Šimanicová / Lenka Vandáková     |
| 2     | Mathias Seiser / Moritz Kindl      | Sabine Swoboda / Annette Pferschinger |
| 3     | Jakob Reiter / Simon Baldauf       | Patricia Maroš / Sarah Kastenberger   |
| 4     | Arwin Kopschar / Paul Pascariuc    | Jasmin Haslinger / Elma Bajraktarević |
| 5     | Georg Köstler / Ralph Klaffinger   | Anna Gnilsen / Eva Stabentheiner      |
| 5     | Andreas Reiser / Sebastian Mantler | Maria Obernosterer / Saria Gschöpf    |
| 7     | Peter Dietl / Lukas Rohm           | Birgit Beinsen / Eva Dumphart         |
| 7     | Oliver Temper / Christian Rainer   | Karin Elsner / Jennifer Pfau          |

### Ebensee Pro 160
| Platz | Männer                               | Frauen                                 |
| ----- | ------------------------------------ | -------------------------------------- |
| 1     | Jakob Reiter / Georgios Kotsilianos  | Eva Freiberger / Valerie Teufl         |
| 2     | Thomas Kunert / Daniel Müllner       | Martina Bonnerová / Martina Maixnerová |
| 3     | Mathias Seiser / Moritz Kindl        | Nadine Strauss / Teresa Strauss        |
| 4     | Hendrik Mol / Mathias Berntsen       | Dorina Klinger / Ronja Klinger         |
| 5     | Alexander Huber / Christoph Dressler | Anja Dörfler / Stephanie Wiesmeyr      |
| 5     | Florian Schnetzer / Peter Egelseer   | Julia Radl / Ana Skarlovnik            |
| 7     | Arwin Kopschar / Paul Pascariuc      | Tereza Pluhařová / Miroslava Dunárová  |
| 7     | Maximilian Trummer / Felix Friedl    | Birgit Schöttl / Susanne Kreuzriegler  |

### Tulln Pro 80
| Platz | Männer                             | Frauen                                     |
| ----- | ---------------------------------- | ------------------------------------------ |
| 1     | Fabian Kriener / Lauris Ochaya     | Jasmin Haslinger / Elma Bajraktarević      |
| 2     | Christoph Haas / Dominik Blaha     | Annette Pferschinger / Sabrina Hebenstreit |
| 3     | Hannes Butter / Michael Pekar      | Birgit Beinsen / Eva Dumphart              |
| 4     | Peter Dietl / Maximilian Fischer   | Patricia Maroš / Nikolina Maroš            |
| 5     | Dominik Kefer / Jakob Grasserbauer | Chiara Kleinsasser / Valentina Werbik      |
| 5     | Oliver Temper / Christopher Burk   | Katharina Münchmeyer / Elisabeth Török     |
| 7     | Christoph Brunnhofer / Liam Ochaya | Sara Neiss / Eva Stabentheiner             |
| 7     | Florian Mader / Alex Raskin        | Jana Šimanicová / Lenka Vandáková          |

### Feldkirchen Pro 100
| Platz | Männer                              |
| ----- | ----------------------------------- |
| 1     | Michael Pekar / Dominik Blaha       |
| 2     | Simon Frühbauer / Felix Friedl      |
| 3     | Georg Köstler / Ralph Klaffinger    |
| 4     | Hannes Butter / Lauris Ochaya       |
| 5     | Jakob Grasserbauer / Fabian Kriener |
| 5     | Fabian Kandolf / Lorenz Petutschnig |
| 7     | Joachim Hackl / Laurenz Leitner     |
| 7     | Christian Rainer / Reinhard Hölzel  |

### Wolfurt Pro 160
| Platz | Männer                             | Frauen                             |
| ----- | ---------------------------------- | ---------------------------------- |
| 1     | Jakob Reiter / Simon Baldauf       | Karolina Rehácková / Sáry Olivové  |
| 2     | Michael Murauer / Simon Frühbauer  | Tjaša Kotnik / Tjaša Jančar        |
| 3     | Quentin Métral / Florian Breer     | Katharina Almer / Julia Radl       |
| 4     | Thomas Kunert / Lorenz Petutschnig | Eva Pfeffer / Franziska Friedl     |
| 5     | Florian Schnetzer / Peter Eglseer  | Sophie Haselsteiner / Astrid Bauer |
| 5     | Maximilian Trummer / Felix Friedl  | Marilena Preiml / Nikolina Maroš   |
| 7     | Benedikt Doranth / Philipp Collin  | Jenny Rödl / Maria Obernosterer    |
| 7     | Georg Köstler / Ralph Klaffinger   | Birgit Schöttl / Anna Mayr         |

### Greifenstein Pro 80
| Platz | Männer                                |
| ----- | ------------------------------------- |
| 1     | Lukas Rohm / Sebastian Mantler        |
| 2     | Jakob Grasserbauer / Hannes Butter    |
| 3     | Michael Pfeiffer / Alexander Rudigier |
| 4     | Alexander Steif / Joachim Hackl       |
| 5     | Maximilian Rauter / Moritz Hörl       |
| 5     | Florian Böhm / Andreas Braun          |
| 7     | Bernhard Metzger / Alexander Jäger    |
| 7     | Matthias Mostböck / Lukas Karasek     |

### St. Johann Pro 120
| Platz | Männer                                 | Frauen                                |
| ----- | -------------------------------------- | ------------------------------------- |
| 1     | Moritz Kindl / Felix Friedl            | Valerie Teufl / Eva Freiberger        |
| 2     | Jan Dumek / Václav Berčík              | Julia Radl / Katharina Almer          |
| 3     | Florian Schnetzer / Lorenz Petutschnig | Stephanie Wiesmeyr / Anja Dörfler     |
| 4     | Jakob Reiter / Simon Baldauf           | Viktoria Mayr / Silvia Poszmiková     |
| 5     | Benedikt Doranth / Julius Höfer        | Eva Pfeffer / Franziska Friedl        |
| 5     | Reinhard Hölzel / Florian Ertl         | Bianca Zass / Kristin Standhardinger  |
| 7     | Laurenz Leitner / Lauris Ochaya        | Miroslava Dunárová / Tereza Pluhařová |
| 7     | Helmut Moser / Martin Streitfellner    | Melanie Wiedenhofer / Victoria Deisl  |